# Judarnas historia i Iran
Judarnas historia i Iran sträcker sig tillbaka till senbiblisk tid, det vill säga mitten av 500-talet f.Kr. De bibliska böckerna Krönikeboköckerna, Jesaja, Daniels bok, Esras bok och Nehemjas bok innehåller hänvisningar till judars liv och erfarenheter i Persien. I Esras bok  tillskrivs de persiska kungarna äran för att ha tillåtit och möjliggjort judarnas återvändande till Jerusalem och återuppbyggnaden av templet: dåteruppbyggnaden genomfördes enligt påbud från Kyros II, Dareios I och Artaxerxes, Persiens kung (Esra 6:14). Denna händelse i den judiska historien ägde rum under slutet av 500-talet f.Kr., vid en tid då det redan fanns en väletablerad och inflytelserik judisk gemenskap i Persien.

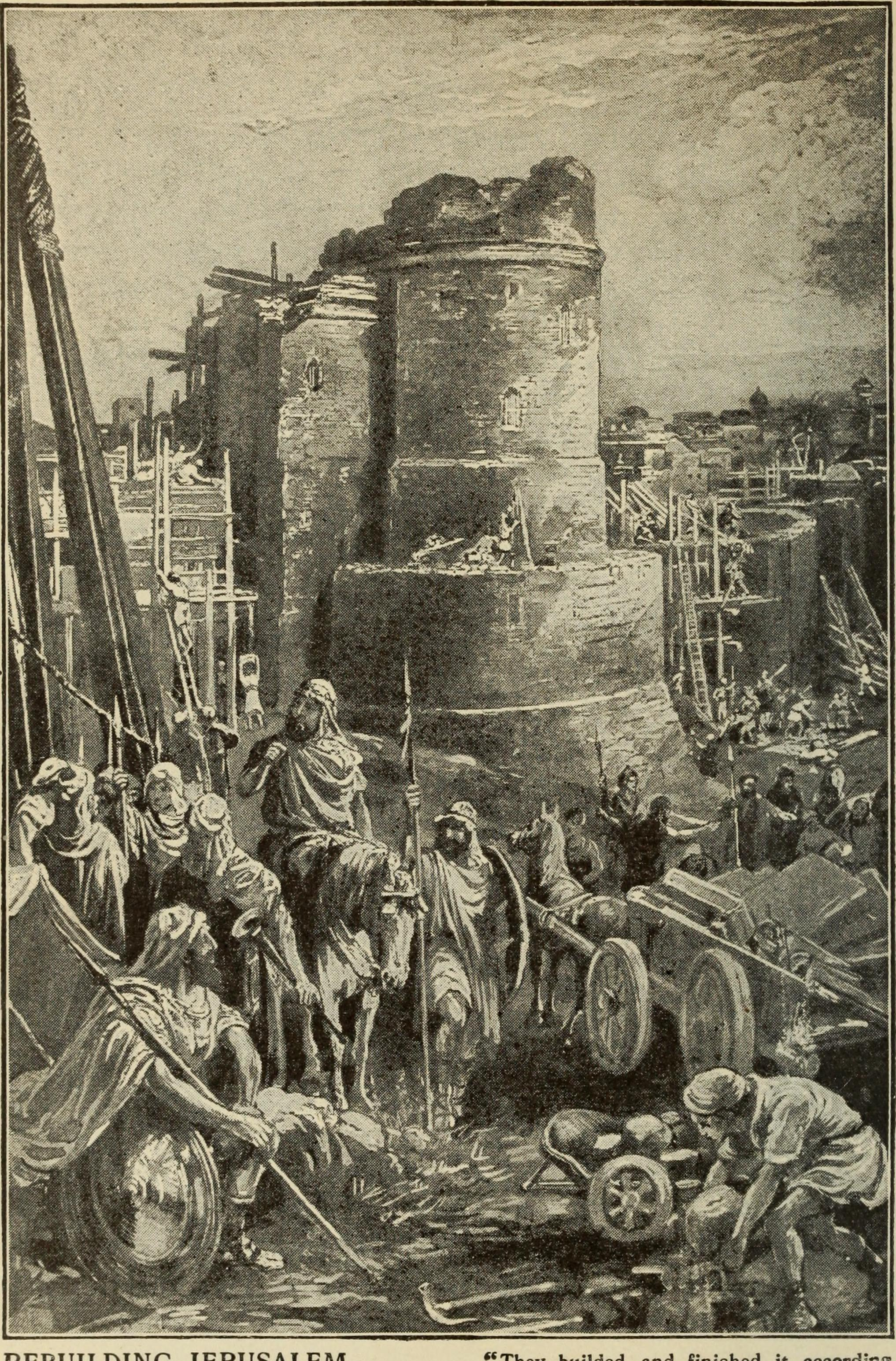
Jerusalem återuppbyggs av Kyros, Dareios och Artaxerxes. Ur ”Vår tid i profetians ljus”, 1921.

Persiska judar har levt inom det område som i dag utgör Iran i över 2 700 år, sedan den första judiska diasporan, då den assyriske kungen Salmanassar V erövrade (norra) kungariket Israel 722 f.Kr. och förde en grupp Israeliter i fångenskap till Khuzestan. År 586 f.Kr. fördrevs stora delar av den judiska befolkningen från Juda rike till Babylonien i samband med den nybabyloniska exilen.
Judar som migrerade till det forntida Persien levde oftast i egna samhällen. Den persiska judiska befolkningen omfattar inte bara de gamla (och fram till mitten av 1900-talet fortfarande existerande) judiska befolkningen i Iran, utan även armeniska, georgiska, irakiska, bucharanska och bergsjudiska judiska grupper.
Vissa av dessa gemenskaper var isolerade från andra judiska grupper i sådan grad att deras benämning som “persiska judar” snarare är en fråga om språklig eller geografisk bekvämlighet än ett uttryck för faktisk historisk samhörighet.
Judar spårar sitt arv i Iran tillbaka till den babyloniska fångenskapen på 500-talet f.Kr. och har bevarat sin etniska, språkliga och religiösa identitet. Ett landstudium om Iran från USA:s kongressbibliotek konstaterar dock att ”Under århundradenas lopp blev Irans judar fysiskt, kulturellt och språkligt oskiljaktiga från den icke-judiska befolkningen. Den överväldigande majoriteten av judarna har persiska som modersmål, och en mycket liten minoritet talar kurdiska.” Enligt Irans officiella folkräkning år 2012 fanns det 8 756 judiska medborgare, en minskning från 25 000 år 2009.

## Assyrisk exil för Israels rike
Enligt Bibeln var Israels rike en av de efterföljande staterna till den äldre Förenade monarkin, som uppstod omkring 930-talet f.Kr. när Israels norra stammar avvisade Salomos son Rehabeam som kung. Omkring 732 f.Kr. plundrade den assyriske kungen Tiglat-Pileser III Damaskus och Israels rike, och annekterade Aram-Maacha samt Transjordaniens territorium som tillhörde stammarna Ruben, Gad och Manasse i Gilead, inklusive utposter mot öknen, som Jetur, Nafish] och Nodab.
Israel fortsatte att existera inom ett reducerat territorium som ett självständigt men Assyrien-underställt kungarike fram till omkring 725–720 f.Kr., då Assyrien åter invaderade landet och resten av befolkningen deporterades. Efter detta finns inga tydliga spår kvar av Israels rike, och dess invånare benämns ofta som de tio förlorade stammarna.
Bibeln (2 Kungaboken 18:11) uppger att några av dessa förlorade stammar fördrevs till medernas vilket motsvarar dagens Iran. Den apokryfiska skriften Tobits bok, antyder att personer från Naftalis stam levde i Rhages (nuvarande Rayy i Iran) och Ekbatana (nuvarande Hamadan) under den assyriska tiden (Tobits bok 6:12).

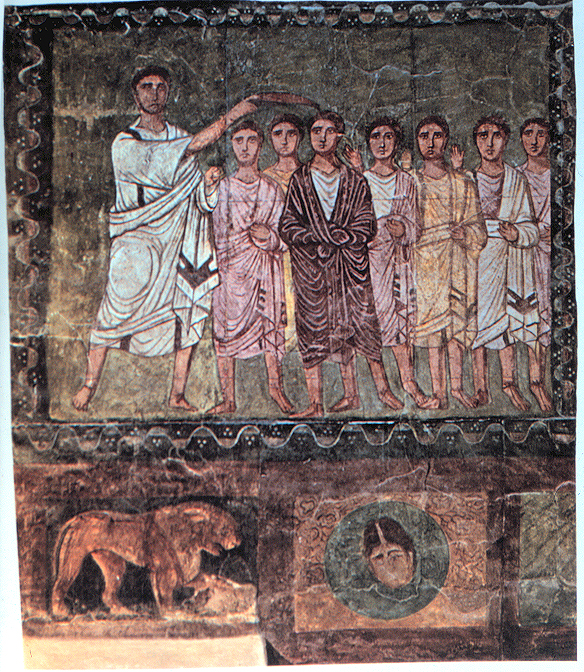
Samuel smörjer David. Den judiske messias måste smörjas, och Kyros är den enda hedningen som har kallats Messias i Bibeln.

## Persisk-judiska samfundet under Kyros II

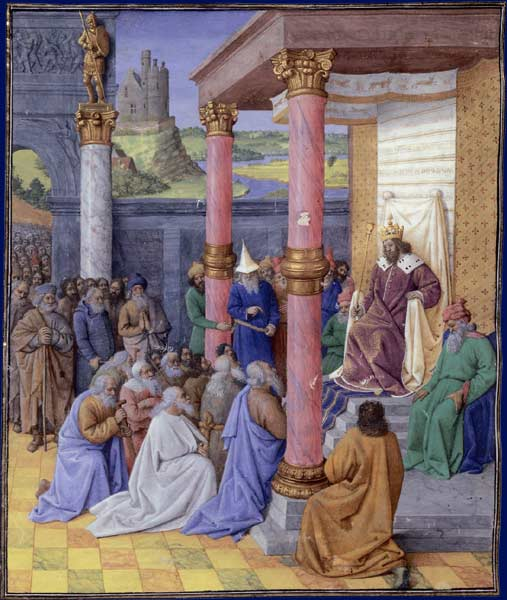
Kyros II tillåter hebreiska pilgrimer att återvända till och återuppbygga Jerusalem.

Tre gånger under 500-talet f.Kr. fördes det judiska folket från Juda rike i exil till Babylonien vid tre olika tillfällen, alla genomförda av den babyloniske kungen Nebukadnessar II. Dessa händelser omnämns i Jeremia (52:28–30). Den första exilen ägde rum år 597 f.Kr., under kung Jojakins regering. Vid detta tillfälle plundrades Jerusalems tempel delvis, och flera ledande medborgare bortfördes till Babylonien. Elva år senare, under kung Sidkia, utbröt ett nytt uppror. Som svar lät babylonierna jämna staden med marken, vilket ledde till ytterligare en deportation. Fem år därefter beskriver Jeremia ännu en exil, den tredje i ordningen.
När det babyloniska riket föll för det akemenidiska imperiet tillät Kyros II, grundare av Persiska riket, judarna att återvända till sitt hemland. Detta skedde omkring år 537 f.Kr. Enligt den hebreiska Bibeln (se Jojakim och Nehemja) ska mer än fyrtio tusen personer ha återvänt till Juda. Moderna forskare ifrågasätter dock detta. Historikern Lester Grabbe menar att återvändandet snarare skedde gradvis och i mindre omfattning under flera decennier, eftersom arkeologiska bevis för en stor folkökning under den persiska perioden saknas. Kyros tillät inte bara judarna att återvända – han gav dem även religionsfrihet. Detta står i tydlig kontrast till hur tidigare assyriska och babyloniska härskare hade behandlat dem. Kyros insatser för att skydda religiösa minoriteter, inklusive judarna, finns dokumenterad i i  Kyros cylinder.

## Andra tempelperioden
I det första året av Kyros, kung av Persien, för att uppfylla Herrens ord genom profeten Jeremia, ingav Herren Kyros att utlysa följande proklamation i hela sitt rike, också skriftligen:
”Så säger Kyros, kung av Persien: Herren, himmelens Gud, har gett mig alla jordens riken. Han har befallt mig att bygga ett tempel åt honom i Jerusalem i Juda. Var och en bland hans folk må bege sig dit och bygga Herrens, Israels Guds, tempel – den Gud som bor i Jerusalem – och må hans Gud vara med honom. På varje plats där det finns kvarlevande av hans folk, ska invånarna på orten bistå dem med silver och guld, med gods och boskap, och med frivilliga gåvor till Guds tempel i Jerusalem.”
— Esras bok 1:1–4
Bibeln berättar att Kyros beordrade återuppbyggnaden av det andra templet på samma plats som det första, men att han dog innan det hann färdigställas. Den historiska giltigheten i denna berättelse har dock ifrågasatts.
Professor Lester L. Grabbe menar att det inte fanns något specifikt dekret från Kyros. I stället fanns en allmän politik inom det persiska imperiet som tillät exilfolk att återvända till sina hemländer och bygga upp sina tempel. Enligt Grabbe visar arkeologiska fynd att återvändandet snarare skedde långsamt, i en jämn ström över flera decennier. Han uppskattar att den återvändande befolkningen vid sin höjd uppgick till omkring 30 000 personer.
Bibelforskaren Philip R. Davies beskriver äktheten i Kyrosdekretet som “tvivelaktig”. Han hänvisar till Grabbe och nämner även J. Briend, som i en föreläsning vid Institut Catholique de Paris den 15 december 1993 ifrågasatte äktheten i Esra 1:1–4. Briend menade att texten inte liknar ett officiellt dokument utan snarare speglar ett profetiskt idiom av bibliskt slag.
Mary Joan Winn Leith intar en mer öppen hållning. Hon menar att dekretet i Esra möjligen är autentiskt och att det, tillsammans med Kyroscylindern, visar hur Kyros – likt tidigare härskare – genom sådana dekret försökte vinna stöd från strategiskt viktiga befolkningar, särskilt de nära Egypten som han ville erövra. Hon skriver också att “de hänvisningar till Marduk i cylindern och till Jahve i det bibliska dekretet visar på persernas tendens att sammansmälta lokala religiösa och politiska traditioner i syfte att utöva imperial kontroll”.
Efter den kortvariga regeringstiden under Kambyses tog Dareios den store makten över det persiska imperiet. Han beordrade slutförandet av tempelbygget. Arbetet genomfördes med stark inspiration från profeterna Haggaj och Sakarja, vars råd och förmaningar uppmuntrade folket. Templet stod färdigt för invigning våren år 515 f.Kr., mer än tjugo år efter att judarna börjat återvända från exilen.

### Haman och judarna
I Esters bok beskrivs Haman som en agagitisk adelsman och vesir vid det persiska hovet under kung Ahasverus, som av många bibelforskare identifieras som troligen Xerxes I på 500-talet f.v.t. Haman och hans hustru Zeresh låg bakom en komplott för att utrota alla judar i det forntida Persien. Planen omintetgjordes dock av drottning Ester och Mordechai, och som följd hängdes Haman tillsammans med sina tio söner. Händelserna i Esters bok firas under den judiska högtiden purim.

### Den parthiska perioden
Judiska källor nämner inte uttryckligen något parthiskt inflytande, och namnet “Parthien” förekommer inte i texterna. Den armeniske prinsen Sanatruk, som tillhörde den kungliga arsakidiska dynastin, nämns i Den lilla krönikan som en av Alexanders efterträdare (diadochoi). Bland andra asiatiska furstar mottog även prins Arsakes ett romerskt reskript till förmån för judarna (1 Mack 15:22), även om det inte specificeras om det rörde sig om Arsakes I eller Arsakes II. Kort därefter invaderades det partho-babyloniska området av en judisk här. Den seleukidiske kungen Antiochos Sidetes marscherade mot partherna tillsammans med Hyrkanos I, När de allierade arméerna besegrade partherna år 129 f.v.t. vid floden Övre Zap (Lykos), bbeordrade kungen ett två dagar långt eldupphör till följd av den judiska sabbaten och högtiden shavuot. År 40 f.v.t. föll den judiske marionettkungen Hyrcanus II i parthernas händer. För att göra honom olämplig som härskare lät de skära av hans öron. Det verkar som att de babyloniska judarna avsåg att etablera ett oberoende översteprästämbete för den landsförvisade Hyrcanus, oberoende av Israels land. I praktiken skedde dock motsatsen: de judiska myndigheterna i Judéen erkände istället en babylonisk jude, Analeus, som överstepräst – något som vittnar om det höga anseende de babyloniska judarna åtnjöt.  När det gällde religiösa frågor var diasporajudarna, inklusive de i Babylonien, beroende av Landet Israel, och särskilt av Jerusalem, som de förväntades besöka under högtiderna.
Det Parthiska riket var ett långlivat imperium baserat på ett löst sammanhållet system av vasallkungar. Avsaknaden av en starkt centraliserad makt hade sina nackdelar, såsom uppkomsten av ett judiskt rövarrike i  Nehardea. Samtidigt var toleransen hos den arsakidiska dynastin lika legendarisk som hos det första persiska imperiet, akemeniderna. Det finns till och med uppgifter om att ett fåtal parthiska vasallkungar i Adiabene konverterade till judendomen. Sådana exempel vittnar inte bara om toleransen hos de parthiska kungarna, utan även om i vilken utsträckning de betraktade sig som arvtagare till Kyros den stores imperium. Partherna visade ett starkt skydd för den judiska minoriteten, vilket speglas i det gamla judiska talesättet: ”När du ser en parthisk stridshäst fastkedjad vid en gravsten i Landet Israel, då är tiden för Messias nära.”
De babyloniska judarna ville delta i kampen Vespasianus tillsammans med sina judiska bröder i Judeen, men agerade först när romarna förde krig mot Parthien under Trajanus. I stor utsträckning bidrog deras uppror till att romarna aldrig lyckades lägga Babylonien under sig. Den judiske filosofen Filon nämner det stora antalet judar i området, en befolkning som sannolikt ökade kraftigt genom inflyttning efter Jerusalems förstörelse. Judarna i Jerusalem hade sedan länge vant sig vid att vända blicken österut i tider av kris, och som även den romerske prokuratorn Petronius, var medveten om, kunde de babyloniska judarna ge effektiv hjälp. Efter Jerusalems fall kom Babylonien att bli ett verkligt bålverk för judendomen. Även Bar Kokhba-revoltens kollaps ledde till en ökad tillströmning av judiska flyktingar till Babylon.
Det var möjligen som ett erkännande av de tjänster som judarna i Babylonien – och särskilt Davids ättlingar – hade utfört, som de parthiska kungarna beslöt att upphöja exilens furstar till verkliga ledare, Resh Galuta, ”exilens huvud”, efter att de tidigare endast haft en roll som skatteuppbördsansvariga. På så vis gavs det stora judiska samhället en central auktoritet, vilket möjliggjorde ett ostört inre självstyre.

## Sassanidperioden
Vid 200-talets början fick regionen åter inflytande av persisk kultur. Under vintern år 226 e.Kr. störtade Ardashir I den siste parthiske kungen Artabanes IV, avslutade arsakidernas välde och grundade den sasanidiska dynastin. Till skillnad från de relativt religiöst toleranta partherna, som varit påverkade av hellenistisk kultur, kom sasaniderna att betona det persiska arvet, främja det medelpersiska språket pahlavi och återupprätta zoroastrismen som statsreligion. Detta ledde till att andra religioner förtrycktes. En prästerlig zoroastrisk inskription från kung Bahram II:s tid (276–293 e.Kr.) listar flera religioner – däribland judendom, kristendom och buddhism – som sasaniderna påstod sig ha “krossat”.
Sassanidkungen Shahpour I (på arameiska känd som Shvor Malka) var vänligt inställd till judarna. Hans vänskap med den judiske lärde Samuel från Nehardea ledde till flera fördelar för det judiska samfundet. Enligt rabbinska källor var Shahpour II :s mor judinna, vilket bidrog till att judarna under hans regeringstid åtnjöt viss religionsfrihet och andra fördelar. Shahpour II var dessutom vän med den babyloniske rabbinen Raba, som nämns i Talmud. Rabas inflytande gjorde att flera hårda lagar mot judarna kunde mildras. Raba brukade ibland kalla sin främste elev Abaye för “Shvur Malka” – “Shahpour [kungen]” – som en hedersbeteckning för hans snabba intellekt.
Yazdegerd I:s hustru och Bahram V:s mor hette Shushandukht, dotter till exilarken Huna ben Nathan. Hon spelade en central roll i att förbättra situationen för judarna och initierade byggandet av judiska kvarter i städer som Shushtar, Susa, Hamadan och Esfahan. Vissa historiker, däribland Ernst Herzfeld, har föreslagit att Esters och Mordechais grav i Hamedan kan vara Shushandukhts gravplats.  
Både kristna och judar utsattes tidvis för förföljelser. Judarna, som ofta levde i mer samlade grupper i städer som Isfahan, undkom dock många av de bredare kampanjer som riktades mot de mer utspridda kristna samhällena. Under 400-talet drabbades det judiska samfundet av svåra förföljelser under kungarna Yazdegerd II:s och Peroz' regeringstid.

## Den tidiga islamska perioden (634–1255)
Vid tiden för den islamiska erövringen av Persien stod judarna under hård press från de sassanidiska härskarna. Flera judiska religiösa ledare hade avrättats och det judiska samfundet utsattes för förföljelser. Många judar välkomnade därför de arabiska arméerna med öppna armar. En judisk krönikör från Isfahan, “Abu Naeem”, skrev i Berättelser om nyheterna från Isfahan att judarna skyndade till stadens portar för att öppna dem för araberna. Han berättade även att många tog med sig musikinstrument för att hålla fest. Dessa judar trodde att Messias tid var nära. Forskaren Amnon Netzer menar att berättelsen antyder att judarna vid denna tid var majoritetsbefolkning i Isfahan, eftersom ett sådant agerande sannolikt skulle ha väckt vrede bland de lokala zoroastrierna.
Efter det islamiska maktövertagandet tilldelades judar, liksom kristna och zoroastrier, status som dhimmi vilket innebar att de erkändes som skyddade men underordnade undersåtar inom det islamiska riket. Dhimmis tilläts utöva sin religion men var skyldiga att betala särskilda skatter – jizya – (kapitationsskatt) och inledningsvis även kharaj (jordskatt)  – som kompensation för att vara undantagna från militärtjänst och den allmosa (zakat) som muslimer var skyldiga att betala. Dhimmi-statusen innebar även ett antal sociala och juridiska begränsningar. Judar förbjöds att bära vapen, rida häst, vittna i domstol i mål som rörde muslimer, och tvingades ofta bära kläder som tydligt skilde dem från muslimerna.[källa behövs] Även om vissa av dessa restriktioner tidvis mildrades, kvarstod den strukturella ojämlikheten fram till den mongoliska invasionen.
Den persiske historikern Estakhri rapporterade på 900-talet att: ”Hela området från Esfahan till Tustar (Shushtar) var så tätt befolkat av judar att hela regionen kallades Yahudistan (judarnas land).”

## Mongoliskt styre (1256–1318)

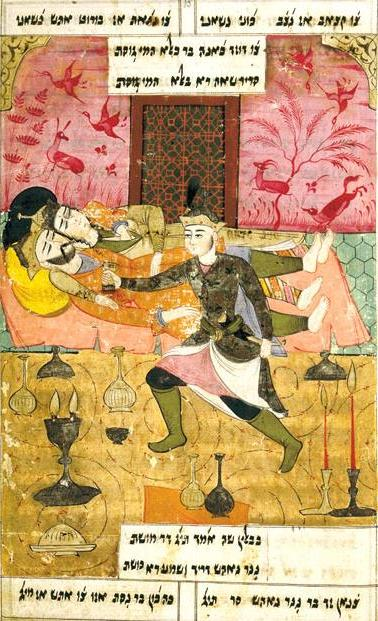
Hebreisk version av Nizamis "Khosrow va Shirin".

År 1255 inledde mongolerna under ledning av Hulegu Khan ett angrepp på Persien, ett fälttåg mot Persien, och år 1257 intog de Bagdad, vilket innebar slutet för det abbasidiska kalifatet. I Persien och omkringliggande områden upprättade mongolerna en del av det mongolväldet som kom att kalas Ilkhanatet. Inom Ilkhanatet betraktades alla religioner som jämlika, och de mongoliska härskarna avskaffade den underordnade status som tidigare gällt för de så kallade dhimmi-klasserna. 
En av härskarna i Ilkhanatet, Arghun föredrog till och med judar och kristna för administrativa tjänster. Han utsåg Sa'ad al-Dawla, en jude, till sin vesir. Utnämningen väckte dock starkt motstånd bland de muslimska religiösa ledarna. Efter Arghuns död år 1291 mördades Sa’ad al-Dawla, och därefter utsattes de persiska judarna för en våg av våldsamma förföljelser, hetsade av den muslimska prästerskapen. Den samtida kristna historikern Bar Hebraeus skrev om våldet mot judarna att ”varken tunga kan uttala det, eller penna nedteckna det”.
Ghazan Khans konvertering till islam år 1295 markerade en tydlig försämring för de persiska judarna, som återfördes till dhimmi-status. Hans efterträdare Öljaitü utövade påtryckningar på vissa judar att konvertera till islam. Den mest kända av dessa konvertiter var Rashid al-Din Hamadani, – läkare, historiker och ämbetsman – som antog islam för att kunna göra karriär vid Öljeitüs hov. År 1318 avrättades dock Rashid al-Din efter falska anklagelser om att ha förgiftat Öljeitü. I flera dagar efter avrättningen bars hans huvud runt i hemstaden Tabriz av folkmassor som ropade: ”Detta är huvudet av juden som missbrukade Guds namn – må Guds förbannelse vila över honom!” Cirka hundra år senare lät Miran Shah förstöra Rashid al-Dins grav, och kvarlevorna begravdes istället på den judiska kyrkogården. Cirka hundra år senare lät Miran Shah förstöra Rashid al-Dins grav, och kvarlevorna begravdes istället på den judiska kyrkogården. 
Fallet med Rashid al-Din illustrerar ett mönster som skiljer den persiska behandlingen av judiska konvertiter från många andra muslimska områden, där konvertiter oftast välkomnades och assimilerades relativt enkelt. I Persien däremot blev judiska konvertiter ofta stigmatiserade på grund av sin judiska härkomst – en börda som kunde följa deras ättlingar i flera generationer. 

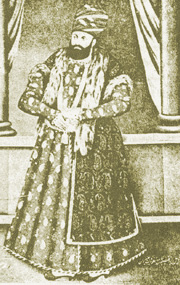
Haj Ebrahim Kalantar Shirazi spelade en avgörande roll i att sätta stopp för Zanddynastin. Nasser al-Din Shah omnämnde alltid till honom som jude.

## Safavid- och Qajardynastin (1502–1925)

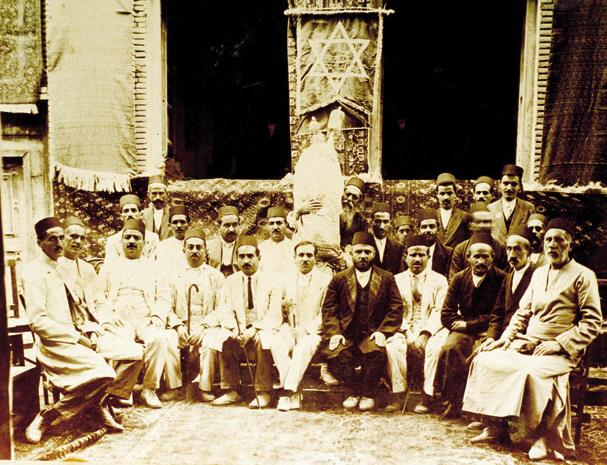
Judar i Hamadan år 1918.

Under safavidernas styre (1501–1736) försämrades situationen ytterligare för Irans judar. Dynastin införde shia som statsreligion, och inom denna trosinriktning läggs stor vikt vid rituell renhet (tahāra). I den shiitiska rättstraditionen anses icke-muslimer, däribland judar, vara rituellt orena (najis).Detta innebar att fysisk kontakt med judar kunde uppfattas som en orsak till orenhet, vilket krävde rituell rening innan en muslim kunde be sina dagliga böner. Både staten och stora delar av befolkningen sökte därför begränsa fysisk kontakt mellan muslimer och judar. Judar förbjöds bland annat att använda offentliga badhus tillsammans med muslimer, och de fick inte vistas utomhus i regn eller snö, då vatten kunde tänkas skölja orenhet från dem och därmed orsaka att en muslim blev oren.
Under Shah Abbas I:s regeringstid (1588–1629) var förhållandena inledningsvis mer gynnsamma. Judar tilläts bosätta sig i den nya huvudstaden Esfahan och kunde bedriva handel och hantverk. Mot slutet av hans regeringstid försämrades dock villkoren drastiskt. Efter rådgivning från en judisk konvertit till islam samt från shiitiska religiösa ledare, beordrade shahen att judar skulle bära särskiljande märken på sina kläder och huvudbonader. År 1656 utvisades samtliga judar från Isfahan, med motiveringen att de var orena, och tvingades konvertera till islam. När det senare uppdagades att många konvertiter i hemlighet fortsatt utöva judendom och att statskassan gick miste om den särskilda skatt (jizya) som tidigare utkrävts från judar, tilläts de återgå till sin ursprungliga tro år 1661. Kravet på att bära särskiljande klädmärken kvarstod dock.
Judar hänvisades ofta till yrken som ansågs ovärdiga eller smutsiga av den muslimska majoritetsbefolkningen. De förväntades utföra ”smutsigt arbete av alla slag”, vilket kunde innefatta yrken som färgare (ett hantverk med starkt illaluktande kemikalier), latrintömning, gatuarbete samt sysslor som sång, musik och dans, vilka ofta betraktades med misstänksamhet. Vid 1900-talets början var många judar i Isfahan involverade i opiumhandel, ett yrke som visserligen var lönsamt men fortfarande marginaliserat. Den judiska ledaren i Isfahan är känd för att ha haft kontakter med den inflytelserika judiska handelsfamiljen Sassoon i Indien och Kina.

### Afsharid-dynastin (1736–1747)
Under den sunnitiske ledaren Nadir Shah upplevde judar en period av relativt tolerant tid då de tilläts bosätta sig i den shiamuslimska heliga staden Mashhad. Nadir anställde till och med många judar på känsliga poster och tog med sig judiska administratörer som väktare av sina skatter från Indien.
Han beordrade också att judiska heliga skrifter skulle översättas till persiska. När översättningen var färdig överlämnade Nadir Shah hedersmantlar och gåvor till Israels lärde män. På kvällarna i det kungliga hovet brukade rikets överste mulla (rabbin) läsa och tolka för kungen, ibland ur Tora och ibland från Psaltaren, vilket kungen uppskattade mycket. Han lovade: ”Jag ska erövra Ryssland, återuppbygga Jerusalem och samla alla Israels barn.” Men döden hann före, och han kunde inte infria sitt löfte.
Judarna blev framträdande inom handeln i Mashhad och etablerade kommersiella förbindelser med britterna, som föredrog att handla med dem. Efter mordet på Nadir Shah år 1747 vände sig judarna till brittiska handelsmän och sunnitiska turkmener för politiskt stöd. Vid denna tid knöt judarna nära band med britterna och bistod dem med banktjänster och underrättelseinformation.

### Zanddynastin
Zanddynastin förhållande till den judiska befolkningen var komplext. I Shiraz åtnjöt judarna shahens beskydd, men när Karim Khans styrkor intog Basra år 1773 dödades många judar, deras egendom plundrades och deras kvinnor våldtogs. Ett dokument kallat "Persiens skriftrulle" av rabbinen Jacob Alyashar, jämförde judarnas skyddade ställning i Osmanska riket med den svaga och utsatta situationen för judar i Iran. 

En nederländsk resenär som besökte Shiraz under Karim Khans tid skrev:
| ” | Liksom de flesta städer i öst bor judarna i Shiraz i ett separat kvarter, och de lever, åtminstone utåt sett, i stor fattigdom. | „ |

Den brittiske officeren William Francklin, som besökte Shiraz efter Karim Khans död, noterade:
| ” | Judarna i Shiraz har ett eget stadsdel som de betalar en hög skatt för till regeringen, och de tvingas ofta ge gåvor. De är mer avskydda av perserna än några andra trosbekännare, och varje tillfälle tas för att förtrycka dem och pressa dem på pengar. Till och med pojkarna på gatan är vana vid att slå och förolämpa dem – något de inte vågar klaga över. | „ |

### Qajardynastin
Zanddynastin gick mot sitt slut när Lotf Ali Khan Zand mördades av Aqa Muhammad Khan Qajar. En avgörande aktör i Aqa Muhammads maktövertagande och Lotf Alis nederlag var Hajji Ebrahim Khan Kalantar, som Nassredin Shah Qajar ofta hänvisade till som jude. Aqa Muhammad Khans efterträdare, Fath-Ali Shah Qajar, litade dock inte på Hajji Ebrahim och lät avrätta honom. Senare gifte sig Hajji Ebrahims dotter med den nye premiärministern, och tillsammans grundade de den inflytelserika familjen Qavam, som skulle komma att spela en betydande roll i Irans historia i minst två århundraden. Trots det tidiga samarbetet mellan judar och qajarkungen, kom judarna senare att lida under Qajardynastins styre. Qajarna var även de shiamuslimer, och många shiitiska antijudiska lagar återinfördes. Rabbinen David Hillel, som besökte Persien 1827, rapporterade om en påtvingad konversion som hade ägt rum strax innan hans ankomst. Den judisk-kristne missionären Stern skrev att alla köpmän i Vakil Bazaar var etniska judar som, för att rädda sina liv, ständigt tvingades förneka sina fäders tro.
Efter en resa till Europa 1873 förbättrade Nassredin Shah Qajar sitt förhållande till den judiska befolkningen och lättade på vissa restriktioner. Denna liberalisering möttes dock inte med gillande bland allmänheten eller det shiitiska prästerskapet. I ett brev från Teherans judiska församling år 1875 beskrivs hur shahen visserligen är en ”rättfärdig kung och en älskare av judafolkets säd som sin ögonsten" men att även om "han och hans ställföreträdare är judeälskare, är de icke-judiska massorna vana vid att behandla judarna illa". År 1876, efter påtryckningar från Moses Montefiore, förbättrade den iranska regeringen levnadsvillkoren för judarna och sänkte deras skatter. År 1881 lyckades Sir William Taylour Thomson till slut få shahen att avskaffa jizya-skatten för de persiska judarna.

### Judeförföljelse i Persien
I mitten av 1800-talet skrev J.J. Benjamin om de persiska judarnas liv:
| ” | De är tvungna att bo i en separat del av staden … eftersom de betraktas som orena varelser. … Under förevändningen att de är orena behandlas de med största grymhet, och om de råkar gå in på en gata där muslimer bor, blir de stenade och nedkastade med smuts av pojkar och folkhopar. … Av samma anledning är det förbjudet för dem att gå ut när det regnar; man säger nämligen att regnet skulle skölja av dem orenhet som i sin tur skulle besudla muslimernas fötter. … Om en jude känns igen som sådan på gatan, utsätts han för de grövsta förolämpningar. De förbipasserande spottar honom i ansiktet och slår honom ibland … utan förbarmande. … Om en jude går in i en butik för att handla är det förbjudet honom att inspektera varorna. … Skulle hans hand av misstag röra vid dem, måste han köpa dem till vilket pris säljaren än begär. … Ibland tränger perser in i judarnas bostäder och tar vadhelst de behagar. Om ägaren gör minsta motstånd för att försvara sin egendom riskerar han att få betala med sitt liv. … Om … en jude visar sig på gatan under de tre dagarna av Katel (Muharram) … är han så gott som säker på att bli mördad. | „ |

År 1868 skrev den brittiske chargé d'affaires i Iran, Sir William Taylour Thomson att Irans judar ”för det mesta är mycket fattiga och, med undantag för i Teheran och några större städer, utsätts för mycket förföljelse och förtryck av muhammedanerna (muslimerna).”
Den iranska centralmakten önskade ofta skydda judarna, men hade inte tillräckligt inflytande i områden där lokala härskare och den shiamuslimska prästerskapen var starka. Vid ett sådant tillfälle i  Hamadan år 1875 uppstod ett gräl mellan en judisk guldsmed och en kund. Så småningom samlades en folkhop, och guldsmeden anklagades för att ha hädat islam – ett brott som enligt islamisk rätt kunde straffas med döden. Folk började misshandla juden. Han flydde till en mujtahids (islamsk rättslärd) hus, som försökte skicka honom vidare till myndigheterna. Men vreden var så stor att folkmassan bröt sig in i huset, dödade honom och brände hans kropp. Sir William Taylour Thomson kontaktade de iranska myndigheterna i ärendet, och en särskild skatt (avgift) pålades hela stadens muslimska befolkning. Detta väckte än mer vrede, och invånarna samlades för att stena judarna, guvernören och shahens utsända. Den judiska delegationen uttryckte sin tacksamhet till William Taylour Thomson för att han ingripit till judarnas försvar.
Följande nidvisa, som var vanlig i Teheran under 1800-talet, illustrerar den negativa syn som många persiska muslimer hyste gentemot de persiska judarna
(ursprungligen med termen ”Juhud” (persiska: جهود), ett nedsättande uttryck för jude):
”Juden, som saknar heder, är en plåga från topp till tå, han är en lögn från fot till huvud, må slagg täcka hans fars grav. Han är en fiende till islams religion, kalla honom inte jude – han är en otrogen. Hans sjal, hans kåpa och hans skjorta, hans egendom, hans barn och hans hustru, säg inte att de är dåliga – för de tillhör dig. Ta dem och våldta dem – de är tillåtna för dig.”
Under 1800-talet förekom många fall av påtvingade konversioner och massakrer, oftast pådrivna av det shiitiska prästerskapet.År 1830 massakrerades judarna i Tabriz; samma år tvingades judarna i Shiraz att konvertera. År 1839 inträffade den så kallade Allahdad-händelsen, då många judar dödades i Mashhad och de överlevande tvångskonverterades. Europeiska resenärer rapporterade dock senare att judarna i både Tabriz och Shiraz fortsatte att utöva judendomen i hemlighet, trots rädsla för ytterligare förföljelser. År 1860 anklagades judar i Hamedan för att ha förlöjligat ta’zieh-ceremonierna till minne av imamen Husayn; flera av dem bötfälldes och några fick sina öron och näsor avskurna som straff. Judarna i Barforush Judarna i Barforush tvångskonverterades 1866; när de tilläts återgå till judendomen efter ingripande från Frankrikes och Storbritanniens ambassadörer, dödades 18 av dem av en mobb, varav två brändes levande. En representant för Alliance Israélite Universelle,  en judisk humanitär och utbildningsorganisation, skrev från Teheran år 1894:
”Varje gång en präst vill stiga fram ur anonymiteten och vinna rykte om fromhet, predikar han krig mot judarna.”
År 1910 anklagades judarna i Shiraz för att ha rituellt mördat en muslimsk flicka. De muslimska invånarna i staden plundrade hela det judiska kvarteret. De första som började plundra var de soldater som den lokale guvernören skickat ut för att skydda judarna från folkmassan. Tolv judar dödades när de försökte försvara sin egendom, och många fler skadades.

#### Regionala skillnader

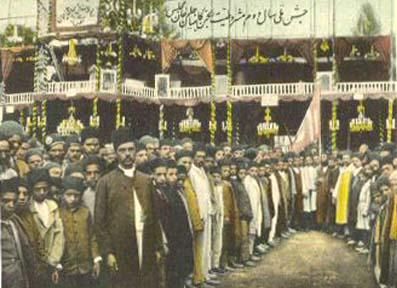
Iranska judar deltog aktivt i den persiska konstitutionella revolutionen. Här ses en judisk sammankomst som firar tvåårsdagen av den konstitutionella revolutionen i Teheran.

Lord Curzon beskrev de regionala skillnaderna bland de persiska judarnas situation under 1800-talet (fri översättning från engelska):
”I Esfahan, där de sägs vara 3 700 till antalet och där de har en relativt bättre ställning än på andra håll i Persien, får de inte bära kolah eller persisk huvudbonad, inte ha butiker i basaren, inte bygga sina husmurar lika höga som en muslimsk grannes, och inte heller rida på gatan. I Teheran och Kashan finns de också i stort antal och åtnjuter en rättvis ställning. I Shiraz har de det mycket svårt. I Bushire är de välmående och fria från förföljelse.”
En europeisk resenär skrev år 1880: ”Hatet [som de icke-judiska invånarna i Kermanshah hyser] mot judarna är inte lika överdrivet som i centrala Persien.” År 1860 beskrev rabbin Y. Fischel judarna i Esfahan som slagna ”från alla håll av de icke-judiska invånarna.” En annan europeisk resenär rapporterade om en förnedrande ritual som judar utsattes för till allmänhetens nöje:
”Vid varje offentlig högtid – till och med vid den kungliga salaam [honnören], inför kungens ögon – samlas judarna, och ett antal av dem kastas i hauz eller vattenbassängen, så att kungen och folkmassan kan roas av att se dem kravla sig upp halvt dränkta och täckta av lera. Samma välvilliga ceremoni förekommer varje gång en provinsguvernör håller stor fest: det bjuds på fyrverkerier och judar.”
Vid andra tillfällen hade angrepp på judar samband med deras koppling till utlänningar. Ett sådant fall inträffade år 1836, då Elyas – en judisk bankir åt det brittiska residenset i Bushehr – “angreps för att han skötte deras affärer i basaren”. Antijudiska handlingar var ibland kopplade till ett växande missnöje mot de europeiska stormakterna.
I januari 1924 rapporterade Jewish Telegraph Agency att en muslimsk folkmassa hade angripit den judiska befolkningen i Teheran och skadat sex personer, men att polisingripande förhindrade att någon dödades.

#### Judiska samfundets internationella relationer
Vid denna tid vände sig iranska judar, som var medvetna om de europeiska judarnas växande inflytande i världspolitiken, till dem för hjälp. År 1840 skickade den judiska församlingen i Hamadan en sändebud, Nissim Bar Selomah, för att möta västerländska judar. Han reste till England och träffade Moses Montefiore, som utfärdade “intyg” till försvar mot anklagelserna riktade mot judarna.
Från och med 1860 gjordes många försök från de persiska judarna att få stöd från europeiska judar mot det muslimska förtrycket. Dessa vädjanden var ofta fyllda med beskrivningar av den fattigdom och förföljelse som judar i Persien utsattes för. Följande är ett exempel på ett sådant vädjande:
”Tillåt oss att framföra våra böner till er. Ni vill väl inte att era bröder, ert eget kött och blod, ska gå under i förfärlig fattigdom och bli offer för de ständigt återkommande förföljelser som väntar dem varje dag. Vi är utlämnade åt våra fienders (muslimernas) förakt – de ser oss som försvarslösa och gör med oss vad de behagar. Vi lever varje dag, varje timme, varje ögonblick i ständig fruktan för någon ny olycka som de kan drabba oss med. Våra liv, vår egendom, vår heder – allt som är oss kärt – ligger i händerna på deras vrede och fientlighet; en situation värre än slaveri. Judar som avfallit från sin tro har rätt att ärva hela sina föräldrars egendom, medan änkan och de föräldralösa barnen som hållit fast vid tron tvingas lämna över arvet till avfällingen. En muslim som dödar en jude ställs inte inför rätta – även om det finns vittnen till brottet – utan behöver högst betala en mindre bot. Vi stönar under bördan av förnedrande skatter.”

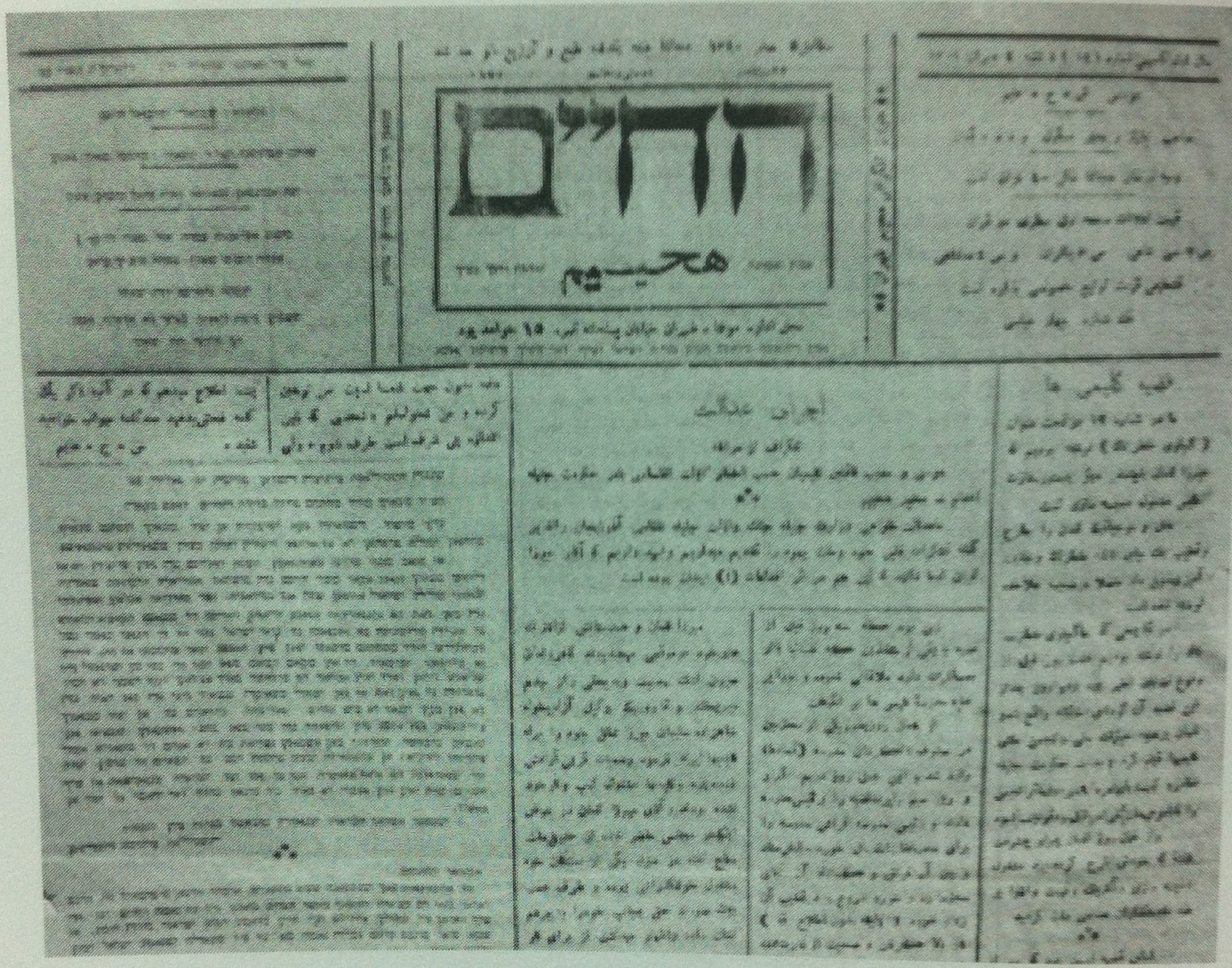
Tidningen för iranska judar mellan 1921 och 1925 som hette Ha-Haim.

Representanter för Alliance Israélite Universelle dokumenterade ett stort antal fall av förföljelser och kränkningar av persiska judar. I många av dessa fall ingrep diplomatiska representanter från utländska makter – såsom Storbritannien, Frankrike och Osmanska riket – till judarnas försvar för att förhindra allvarligare konsekvenser.  Tre internationella judiska organisationer – Alliance Israélite Universelle, Anglo-Jewish Association och Board of Deputies of British Jews – samt två nyckelpersoner, Adolphe Crémieux och Moses Montefiore, spelade en avgörande roll i arbetet för att säkra lika rättigheter för Irans judar och skydda dem vid antisemitiska övergrepp.

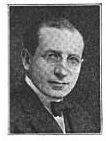
Rabbi Joseph Saul Kornfeld, amerikansk ambassadör i Persien.

När USA:s inflytande i internationella frågor växte, kom flera amerikanska judiska organisationer – särskilt American Jewish Joint Distribution Committee (JDC) – att aktivt engagera sig för de persiska judarnas väl. Under den stora svälten i Persien åren 1917–1919 lyckades JDC:s representant Albert Lucas övertyga den amerikanska regeringen att donera 15 000 dollar (motsvarande cirka 200 000 USD i 2015 års penningvärde) till det judiska samfundet i Iran. JDC:s avdelning i Philadelphia skänkte ytterligare 10 000 dollar i september 1918. Tack vare detta var dödligheten bland persiska judar under svältkatastrofen avsevärt lägre än bland landets övriga befolkning. När det judiska kvarteret i Broujerd attackerades av Loures, skickade JDC ett stort antal biståndsdonationer. Den amerikanske ambassadören Caldwell spelade också en viktig roll i att bistå judarna i Broujerd.
År 1921 utsåg USA Joseph Saul Kornfeld, en judisk rabbin, till ambassadör i Persien. Det var första gången i USA:s historia som en rabbin utnämndes till ambassadör. Kornfeld ingrep vid flera tillfällen till försvar för den persisk-judiska befolkningen. Vid ett tillfälle beordrade Reza Shah att vattentillförseln till det judiska gettot i Teheran skulle stängas av, men Kornfeld lyckades övertyga shahen att lösa situationen.
Runt år 1950 etablerade World ORT – en rysk-judisk organisation med syfte att främja utbildning bland judiska barn – sin första filial på Damavand-gatan i Teheran. Senare samma år öppnades en avdelning för kvinnor. De första kurserna i murarbete och snickeri riktade sig till kurdiska och irakiska judiska flyktingar i Teheran. Året därpå öppnades filialer i Esfahan och Shiraz, och undervisningen utvidgades till att omfatta bland annat sömnad, finsnickeri och möbeltillverkning. År 1954 hade ORT cirka 700 elever i Iran, och 1969 hade antalet ökat till över 2000. ORT fortsatte sin verksamhet i Iran även efter den islamiska revolutionen, fram till att organisationen stängdes och förstatligades av regeringen år 1980.

## Pahlavidynastin (1925–1979)
Under Pahlavidynastin genomfördes moderniserande reformer som kraftigt förbättrade judarnas livsvillkor. Det shiamuslimska prästerskapets inflytande försvagades, och de restriktioner som tidigare gällt för judar och andra religiösa minoriteter avskaffades.

### Reza Shah (1925–1941)
Reza Shah förbjöd masskonverteringar av judar och avskaffade den shiamuslimska föreställningen om icke-muslimers rituella orenhet.[källa behövs] Modern hebreiska införlivades i undervisningen vid judiska skolor, och judiska tidningar började ges ut. Judar fick också tillträde till statliga tjänster. Redan år 1915 hade två judiska bröder, Mordechai och Asher ben Avaraham, grundat den första judiska tidningen i Iran, med namnet Shalom. Dessa förändringar rubbade maktbalansen inom den judiska gemenskapen, från de äldre och rabbinerna till den unga generationen.[källa behövs] Judarna i Persien förstod att ”Sion” är det bibliska namnet för Jerusalem, och att sionismen representerar slutet på exilen och början på återlösningen. Den persiske sionisten Aziz ben Yona Naim skrev i början av 1920-talet:
”Sionism är inget annat än ett nytt namn och en ny institution – för den sionistiska idén har funnits i det judiska tänkandet i över tvåtusen år.”
I kölvattnet av den sionistiska verksamheten emigrerade många persiska judar till det brittiska mandatet Palestina. Många persiska judar var fattigare än sina europeiska trosfränder, men köpte ändå entusiastiskt shekel (sionistiska medlemsmärken), bidrog till de nationella fonderna och eftersträvade representation vid de sionistiska kongresserna i Europa. Detta sionistiska uppvaknande ledde dock till en bitter rivalitet mellan två ledare inom den judiska gemenskapen: Loqman Nehourai och Shmuel Hayyim. 
Även om Reza Shah inledningsvis var välvilligt inställd till judarna, kom han med tiden att misstro judiska rörelser i takt med sionismens tillväxt. Reza Shah eftersträvade att ena Irans olika etniska grupper under nationalismens fana. Hans huvudsakliga syfte var att bekämpa kommunismen, men han misstrodde även sionismen. Shahen ogillade de växande banden mellan europeiska och persiska judar. Han lät också arrestera Shmuel Hayyim och lät avrätta honom år 1931, anklagad för att ha konspirerat för att mörda shahen och omvandla statsskicket från konstitutionell monarki till republik. Judiska skolor stängdes under 1920-talet.[källa behövs]

#### Reza Shah och Nazityskland
USA:s Förintelsemuseum uppmärksammar andra världskrigets påverkan på Irans judar. I uppslagsverket Holocaust Encyclopedia, under uppslaget ”Iran under andra världskriget”, står följande att läsa:
”De iranska judar som levde under Reza Shah och senare hans son Mohammad Reza Pahlavi åtnjöt många rättigheter och friheter som de tidigare inte haft, inklusive relativ kulturell och religiös autonomi, ökade ekonomiska möjligheter och betydande politiska rättigheter. Judarna drog också nytta av Pahlavidynastins inriktning mot en mer sekulär inrikespolitik. Den iranska regeringen informerade tyskarna om att man betraktade de iranska judarna som fullt assimilerade iranier. Reza Shah förklarade Iran neutralt vid andra världskrigets början. Han fruktade både Sovjetunionens och Storbritanniens ambitioner i landet, och trots de ekonomiska fördelarna med relationerna till Tyskland ansåg han att Tyskland var alltför bundet till sin rasbaserade expansion och ideologi. Ingen av parterna hade Irans bästa för ögonen.”

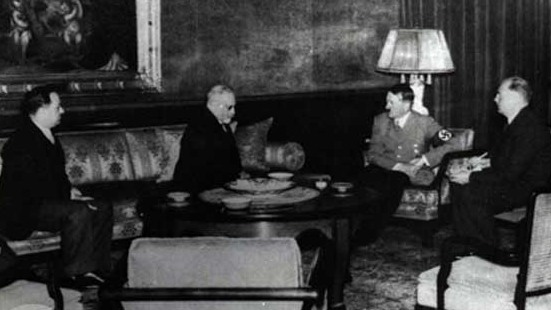
Hassan Esfandiary och Musa Nuri Esfandiari, Irans ambassadör i Tyska riket, i möte med Adolf Hitler.

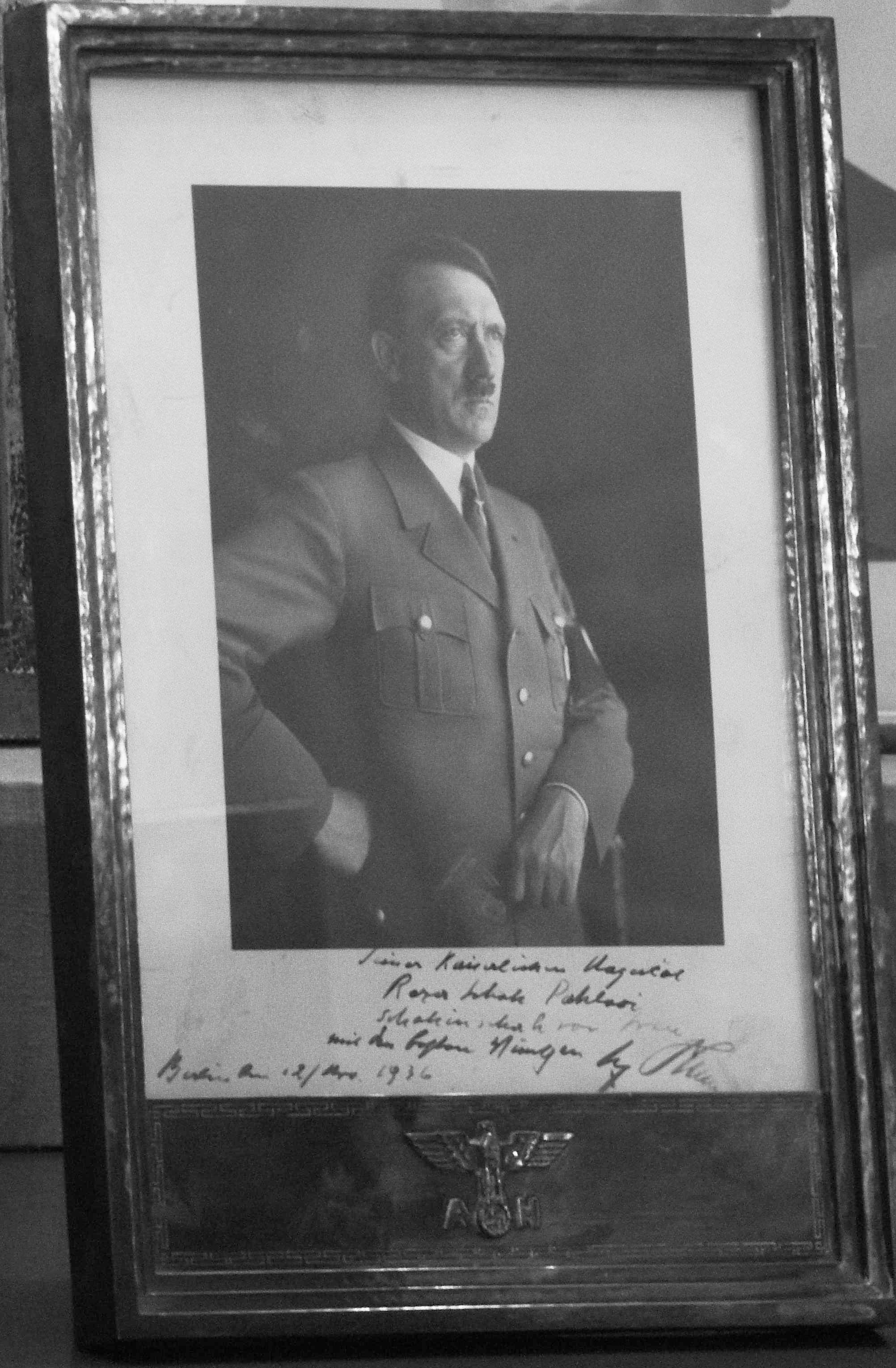
Signerat fotografi av Adolf Hitler för Reza Pahlavi i originalram med swastikan och Adolf Hitlers monogram AH, vid iNiavaran-palatset. Texten under fotografiet lyder:
Hans kejserliga majestät – Reza Shah Pahlavi – Irans shahanshah – Med de bästa önskningar – Berlin, 12 mars 1936 – [underskrift av Adolf Hitler].

visade dock sympati för Tyskland, eftersom landet – till skillnad från Storbritannien och Sovjetunionen – inte hade ett förflutet av att ha ingripit i eller ockuperat iranskt territorium som kolonialmakt. Detta väckte emellertid oro bland Irans judar, särskilt med tanke på det antijudiska stämningsläget i landet vid den tiden. Det cirkulerade många rykten i Iran om att Hitler ii hemlighet hade konverterat till islam och tagit namnet Heydar (en titel för imamen Ali ibn Abi Talib). Enligt dessa rykten bar Hitler ett halsband med en bild av imam Ali och planerade att avslöja sin sanna religion efter att ha besegrat britterna (de förrädiska), ryssarna (de gudlösa) och judarna. En populär folklig dikt från tiden löd: “Imamen är vår beskyddare, Hossein är vår herre. Om inte Tyskland kommer, må vi begravas i smuts.”
År 1936 reste chefen för Reichsbank och det nazistiska Tysklands finansiella arkitekt till Teheran, och ett antal viktiga handelsavtal undertecknades mellan länderna. År 1939 skickade Nazityskland över 7 500 böcker till Iran med rasideologiskt innehåll som förespråkade ett närmare samarbete mellan de ariska perserna och tyskarna. Redan 1936 hade iranier utsetts till ”rena arier” och undantagits från Nürnberglagarna. Det iranska järnvägsnätet byggdes ut av europeiska ingenjörer, inte minst av tyskar, bl.a. ingenjörsgrupperna Krupp och Henschel. Järnvägsbolaget beordrades specifikt att inte anställa någon med judisk härkomst till sina avdelningar. Hitler lovade personligen att om han besegrade Ryssland skulle han återlämna all persisk mark som tagits av ryssarna under 1800- och 1900-talen.[källa behövs]
Nazityskland sände nattliga radiosändningar på persiska och anklagade många av Irans ledande politiker med antityska tendenser för att vara ”kryptojudar”. Bahram Shahrukh, som arbetade för den tyska radion, höll hätska antijudiska tal varje kväll. Under den judiska högtiden purim 1941 förespråkade Shahrukh hämnd för massakern i purim under biblisk tid, och uppmanade sina iranska lyssnare att attackera judar. Nattliga pamfletter delades ut i Teheran, och hakkors målades ofta på judiska hem och butiker. Därför välkomnade många persiska judar de brittiska truppernas intåg i Iran 1942, eftersom alternativet var att hamna under tyskt styre.
För att motverka den växande rasistiska antisemitismen i den iranska befolkningen anslöt sig många judar till Tudehpartiet och förespråkade kommunism. Trots att judar utgjorde mindre än två procent av Irans befolkning, bestod nästan femtio procent av Tudehpartiets medlemmar av judar. Tudehpartiet var det enda av de iranska politiska partierna som öppet välkomnade judar. De flesta skribenter i partiets publikationer var judar. Dessutom betraktade många iranska judar kommunismen som en judisk rörelse, eftersom flera av den ryska kommunistrevolutionens ledande gestalter var judar och såg med välvilja på av persiska judar.
Mohammad Ali Foroughi, som var en inflytelserik person under Reza Shahs regeringstid, hade bagdadjudiskt ursprung och betraktades med misstänksamhet inom den iranska eliten. Mohammad-Taqi Bahar skrev följande för att varna Mohammad Reza Pahlavi för honom:
O konung, låt mig berätta för dig om Foroughis ondska. Denne usle jude kommer att vålla dig stort lidande – han kommer att skriva både ditt krönings- och avskedstal, precis som han skrev dem för din far (Reza Shah).

#### Teheranbarn

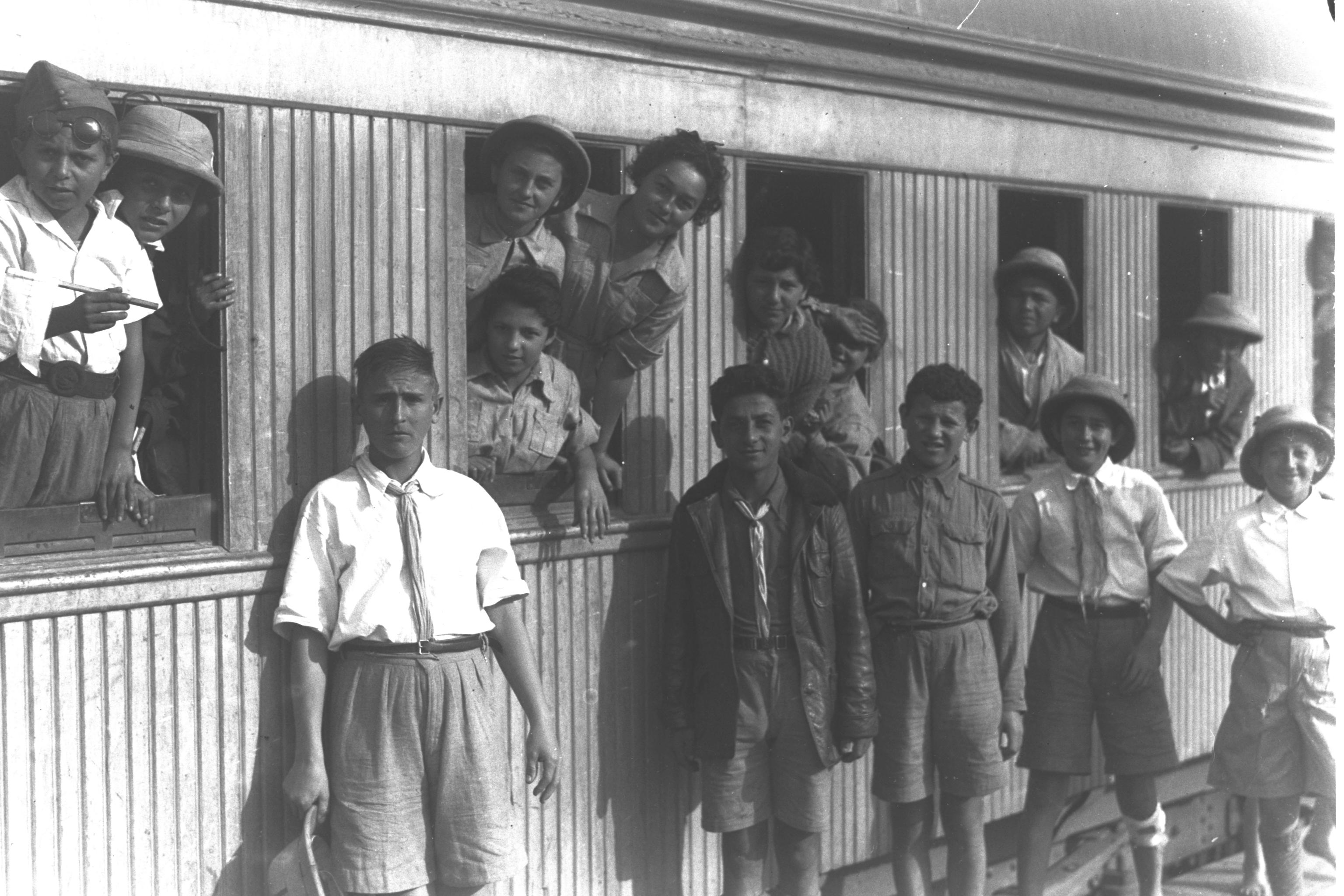
En grupp "Teheranbarn" framför en tågvagn.

Trots att det iranska folket led svårt av hungersnöd åren 1942–1943, blev Iran en fristad för omkring 116 000 polska flyktingar, varav cirka 5 000 var polska judar. Iranierna tog emot dem öppet och försåg dem med förnödenheter. De unga överlevande som anlände till Iran blev kända som ”Teheranbarnen”.  För att få polackerna att känna sig mer hemma grundades polska skolor, kulturella och utbildningsorganisationer, affärer, bagerier, företag och även en polsk press.  Den iranska staden Esfahan kallades under en period ”De polska barnens stad” på grund av de tusentals polska föräldralösa barn som bosatte sig där.

En av flyktingarna, Adam Szymel, mindes ögonblicket då han anlände till Iran och sade:
“Ja, i lägret, på det skeppet var det bara vi två. Min mamma stannade kvar med min mormor och mina två systrar. De lämnade cirka två veckor senare. Vi anlände till det som då kallades Persien, nu Iran. Pahlavi-hamnen… Äntligen var vi fria. Vi kunde verkligen säga att vi var fria… Det var som att en tyngd lyftes från axlarna. Att man kunde tala fritt utan att behöva se sig omkring, rädd för att någon övervakade en. Att man var sin egen herre – fri. Jag var 14 år gammal.”

### Efter staten Israels upprättande
Antijudiska stämningar uppstod efter staten Israels grundande 1948 och fortsatte fram till 1953, till följd av en försvagning av centralmakten och ett ökat inflytande från prästerskapet under de politiska konflikterna mellan shahen och premiärminister Mohammad Mosaddegh. Även om Mossadegh betraktade grundandet av staten Israel som en form av kolonialism, hade han goda relationer med den judiska gemenskapen. Under sin resa till USA åtföljdes han av den judiske journalisten Raby Moshfegh Hamadani, som även agerade rådgivare.[källa behövs]
Den mest uttalat anti-israeliska medlemmen i regeringen var Hossein Fatemi. Fatemi stängde Jewish Agencys kontor på Israels självständighetsdag 1953. Han hävde också ett avtal som tillät israeliska El Al-flygplan att landa i Iran. Vid flera tillfällen publicerade Fatemi halvofficiella dokument som antydde att Iran inte längre erkände staten Israel. Mossadegh själv fortsatte dock de kommersiella förbindelserna med Israel och tillät fortsatta förhandlingar mellan Bank Melli och Bank Leumi i Israel att fortsätta.

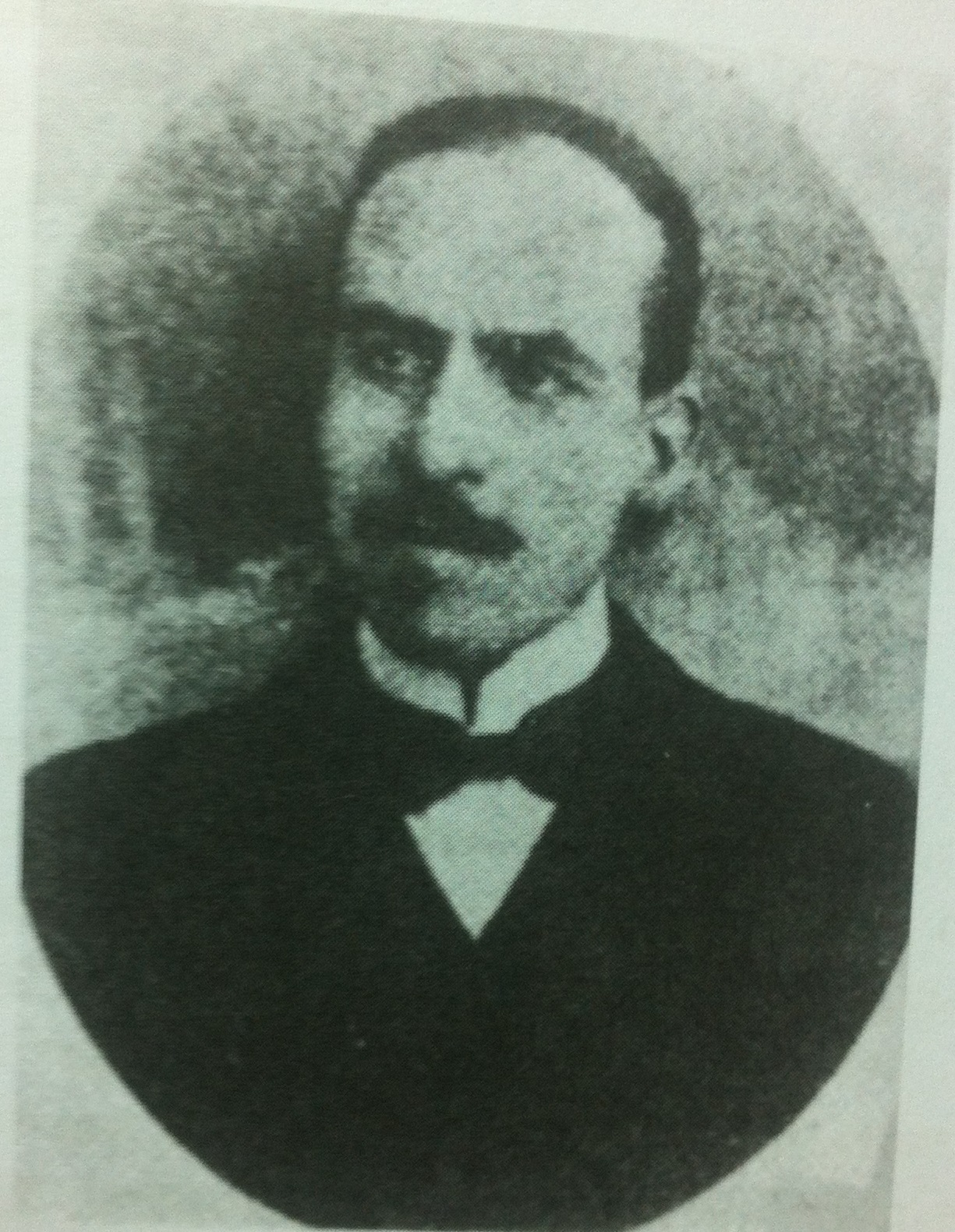
Shmuel Hayyim, ledare för den judiska församlingen och den sionistiska rörelsen i Persien, arresterades och avrättades på order av Reza Shah.

Sexdagarskriget mellan arabstaterna och Israel 1967 skapade en spänd situation för de persiska judarna. Under denna period hölls synagogorna i Shiraz stängda i över tio veckor, fram till Tisha beav, av rädsla för attacker från muslimska folkmassor. Judiska källor rapporterar att många icke-judar försökte tränga in i det judiska ghettot, men skingrades av polisen.

#### Under Shah Mohammad Reza Pahlavi (1941–1979)
Efter att Mossadegh avsattes genom statskuppen 1953 blev Mohammad Reza Pahlavis styre den mest välmående perioden för Irans judar. På 1970-talet klassificerades endast tio procent av Irans judar som fattiga; åttio procent tillhörde medelklassen och tio procent räknades som förmögna. Trots att judarna utgjorde en liten andel av befolkningen, var de år 1979 representerade med två av de 18 medlemmarna i Irans vetenskapsakademi, 80 av landets 4 000 universitetslärare och 600 av de totalt 10 000 läkarna i landet. En viktig faktor bakom judarnas ekonomiska framgång var de nära förbindelserna mellan shahen och staten Israel. Detaljerna kring detta samarbete och hur levnadsvillkoren för Irans judar förbättrades så drastiskt på kort tid har belysts vara föremål för vidare forskning.
Även om Mohammad Reza Pahlavi i början av sitt styre visade stor välvilja gentemot religiösa minoriteter – särskilt judar – uppvisade han under det sista decenniet av sin regeringstid antisemitiska tendenser. I en intervju med Mike Wallace 1976 uttalade sig shahen om en högt organiserad och inflytelserik judisk lobby i USA, som enligt honom kontrollerade banker, politik och medier och drev opinion för Israels intressen.
Yousef Cohen, den sista judiske representanten i den iranska senaten, beskriver i sina memoarer att shahen under sina sista år blev alltmer misstänksam mot den judiska befolkningen. Enligt Cohen berodde detta på att mycket av den internationella kritiken mot Irans brist på frihet och dess militära styre framfördes av judiska författare. Vid sitt sista årliga möte med judiska ledare i mars 1978 uppvisade shahen, enligt Cohen, en påtaglig intolerans och irritation. Cohen beskriver hur shahen var övertygad om att det pågick en internationell judisk konspiration mot honom med syfte att avsluta hans tid som kung.

## Islamiska republiken (sedan 1979)
Under den iranska revolutionen anslöt sig många iranska judar till revolutionärerna i hopp om att kunna frigöra sig från sin judiska identitet och bli en del av det utopiska samhälle som revolutionen utlovade.  Under Ashura-protesterna sommaren 1978 deltog 7 000 judar i demonstrationerna mot shahen, enligt vissa uppskattningar så många som 12 000. Nästan alla religiösa ledare inom den judiska gemenskapen deltog, däribland Yedidia Shofet, Uriel Davidi, David Shofet, Yosef Hamadani Cohen, rabbin Baalnes och rabbin Yadegaran. Även flera icke-religiösa ledare inom den persisk-judiska gemenskapen deltog i protesterna, såsom Aziz Daneshrad, Haroun Yashayaei, Yaghoub Barkhordar, Hoshang Melamed, Manuchehr Eliasi och Farangis Hasidim.
Ledare som Yosef Hamadani Cohen och Yedidia Shofet spelade en nyckelroll i att samordna samarbetet mellan judarna och revolutionärerna. 
De viktigaste judiska anhängarna av revolutionen fanns inom Föreningen för iranska judiska intellektuella (persiska: Jameye-roshanfekran-e-yahudi, engelska Association of Jewish Iranian Intellectuals, förkortat AJII). År 1978 började AJIIs tidskrift Tammuz publicera artiklar till stöd för revolutionen. Dess skribenter var inte enbart persiska judar, utan inkluderade även framstående icke-judiska revolutionärer såsom Mir-Hossein Mousavi och Zahra Rahnavard. AJIIs stadgar låg nära revolutionens ideal och förklarade att föreningen befann sig i krig med imperialism i alla dess former, inklusive sionism. Samtidigt betonade stadgarna att AJII även förde kamp mot rasism, inklusive antisemitism.
Dr. Sapir-sjukhuset, Teherans enda judiska sjukhus, spelade en avgörande roll i att hjälpa sårade revolutionärer. Vid den tiden rapporterade de flesta offentliga sjukhus skadade revolutionärer till säkerhetstjänsten SAVAK, men Dr. Sapir-sjukhuset var det enda som behandlade dem utan att informera myndigheterna. Sjukhusets insatser var så betydelsefulla att ayatolla Khomeini personligen skrev ett tackbrev till sjukhuset efter revolutionens seger.
I november 1978 träffade ledare för den judiska församlingen ayatolla Taleqani och förklarade sitt stöd för revolutionen. Senare samma år reste judiska ledare till ayatolla Khomeini i Paris och uttryckte sitt stöd även där.
Den 16 mars 1979 arresterades Habib Elghanian,  hedersledare för den judiska gemenskapen, anklagad för ”korruption, kontakter med Israel och sionism, vänskap med Guds fiender, krig mot Gud och hans sändebud” samt ”ekonomisk imperialism”. Han ställdes inför en islamisk revolutionstribunal, dömdes till döden och avrättades den 8 maj, som en av totalt 17 iranska judar som avrättats som spioner sedan revolutionen. Elghanians avrättning fördömdes av internationella judiska organisationer som World Zionist Congress och Anti-Defamation League. Den judisk-amerikanske senatorn Jacob Javits fördömde avrättningen och uppmanade USA:s regering att införa sanktioner mot Iran.
Tre dagar efter avrättningen reste en grupp judar ledda av Yedidia Shofet till Qom för att träffa ayatolla Khomeini. Khomeini betonade då att han gör skillnad mellan sionism och judendom, och att han inte delar uppfattningen att alla judar är sionister. Dagen därpå hade tidningen Ettela'at rubriken ”Vi tror inte att alla judar är sionister”. En vecka senare anlände Serge Klarsfeld till Iran och träffade Ibrahim Yazdi. Yazdi försäkrade Klarsfeld att ingen jude i Iran skulle avrättas på grund av sina sionistiska övertygelser. Klarsfeld lämnade Iran efter några dagars undersökningar och producerade en dokumentär där han framhöll att den iranska regimen avrättat Elghanian på grund av hans judiska bakgrund. Den 18 maj 1979 besökte en grupp sionistiska ledare Irans ambassad i Washington och träffade iranska delegater. Under mötet uppgav den iranske representanten Ali Agoh att Irans regering inte betraktar iranska sionister som förrädare.

### Iransk-israelisk handelspolitik
Trots att den nya revolutionära regimen i Iran uppmuntrade starkt anti-israeliska känslor bland sina anhängare, upprätthölls många kommersiella förbindelser även efter revolutionen. Efter revolutionen var det mycket svårt för Iran att sälja olja på grund av sanktioner. Marc Rich, en israelisk-schweizisk affärsman, skickade chefer från sitt företag Glencore till Teheran och etablerade omfattande handelsförbindelser med den nya regeringen. Rich var den enda affärsmannen som lyckades exportera iransk olja mellan 1979 och 1995. I sin biografi uppger han att han exporterade iransk olja till Israel via en hemlig oljeledning mellan länderna, och att båda parter var medvetna om detta. Han ska även ha försett Iran med militära vapen under Iran–Irak-kriget.  Vid flera tillfällen bistod Rich även israeliska Mossad-agenter i Iran. För sina överträdelser av USA:s sanktioner mot Iran dömdes han av amerikanska myndigheter. Han benådades dock av USA:s president Bill Clinton på sin sista dag i ämbetet år 2001. De tidigare Mossad-cheferna Avner Azoulay och Shabtai Shavit skrev personligen till Clinton för att uppmana till benådning. 
Utöver Richs affärer finns det fortsatt många kommersiella band mellan Iran och Israel. Israel importerar en stor del av sina pistaschnötter från Iran, vilket vid flera tillfällen har väckt kritik från både kaliforniska pistaschproducenter och den amerikanska regeringen. År 2011 identifierades det israeliska företaget Ofer Brothers Group som ett av de företag som brutit mot sanktionerna mot Iran. Enligt uppgifter från Ynet sker israelisk-iransk handel i hemlighet och illegalt genom dussintals israeliska företag, med en årlig omfattning på tiotals miljoner dollar. Denna handel sker ofta via ett tredje land. Israel förser Iran med gödningsmedel, bevattningsrör, hormoner för mjölkproduktion, frön och frukt; i gengäld exporterar Iran marmor, cashewnötter och pistaschnötter till Israel. Enligt samma rapport, publicerad i november 2000, bad den iranska regeringen ett israeliskt företag – som byggt Teherans avloppssystem trettio år tidigare – att återvända till landet för att genomföra renoveringar. Kort därefter besökte en biträdande generaldirektör vid Irans jordbruksministerium Israel i hemlighet och bodde på Tel Aviv Hilton. Han uttryckte intresse för att köpa bevattningsrör, bekämpningsmedel och gödningsmedel.  

### Judarnas situation i Iran

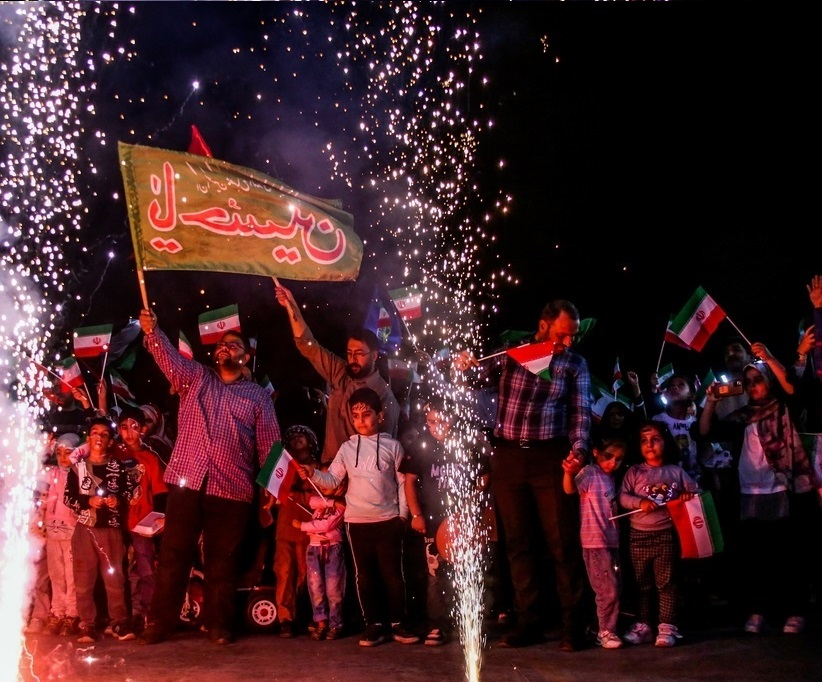
Folkfest i Iran, 7 oktober 2023 till stöd för Hamas i Gazakriget.

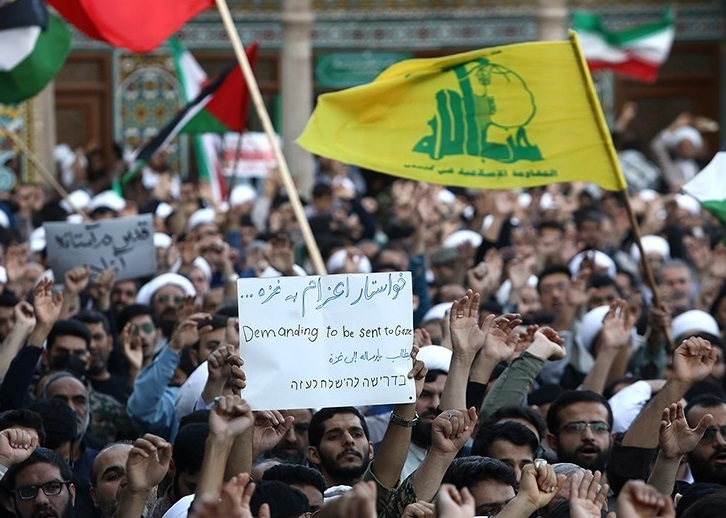
Iransk Hamas-demonstration mot attacken mot sjukhuset i Gaza.

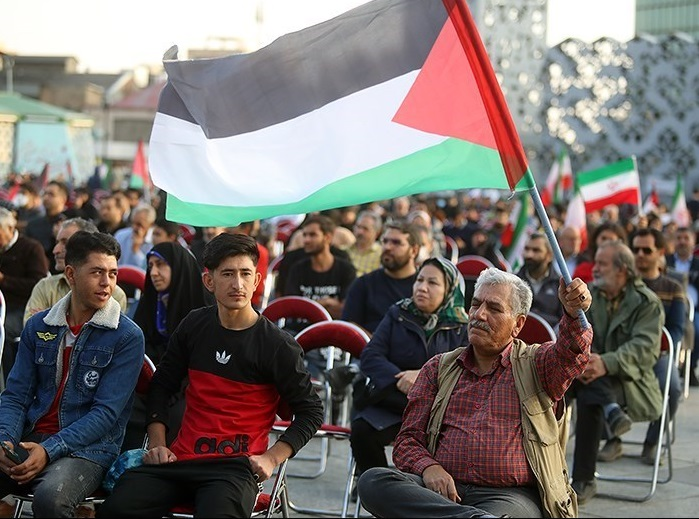
Iranier samlas till stöd för Palestina.

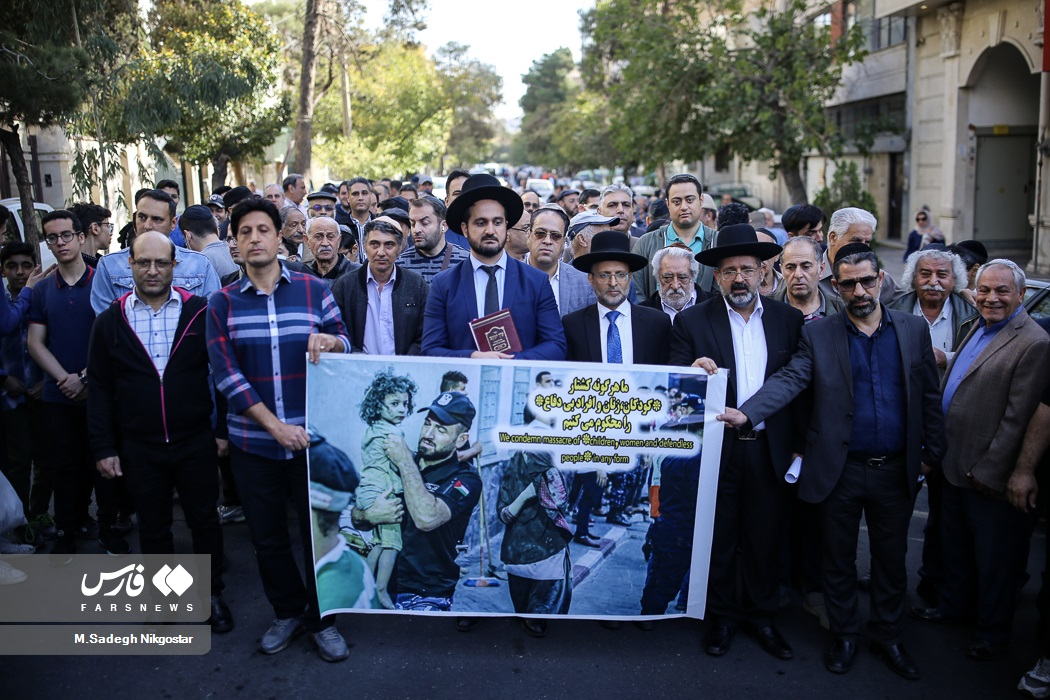
Samling av judar som fördömer Israels handlingar och stöder Palestina, med Irans överrabbin Yehuda Gerami och Younes Hamami.

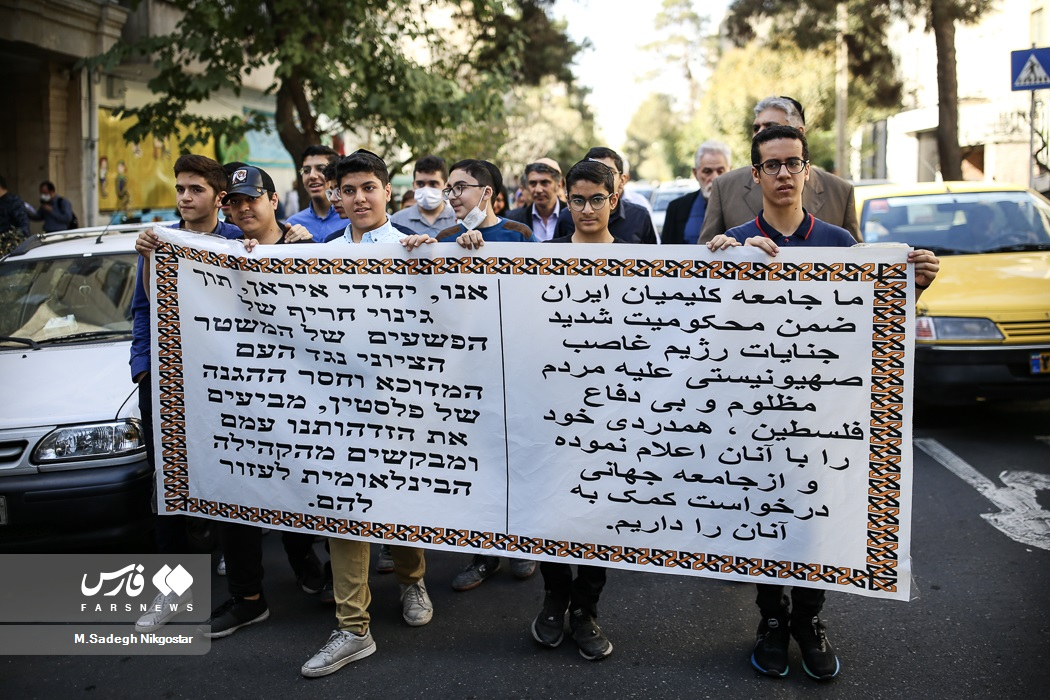
Samling av judar som fördömer Israels handlingar och stöder Palestina.

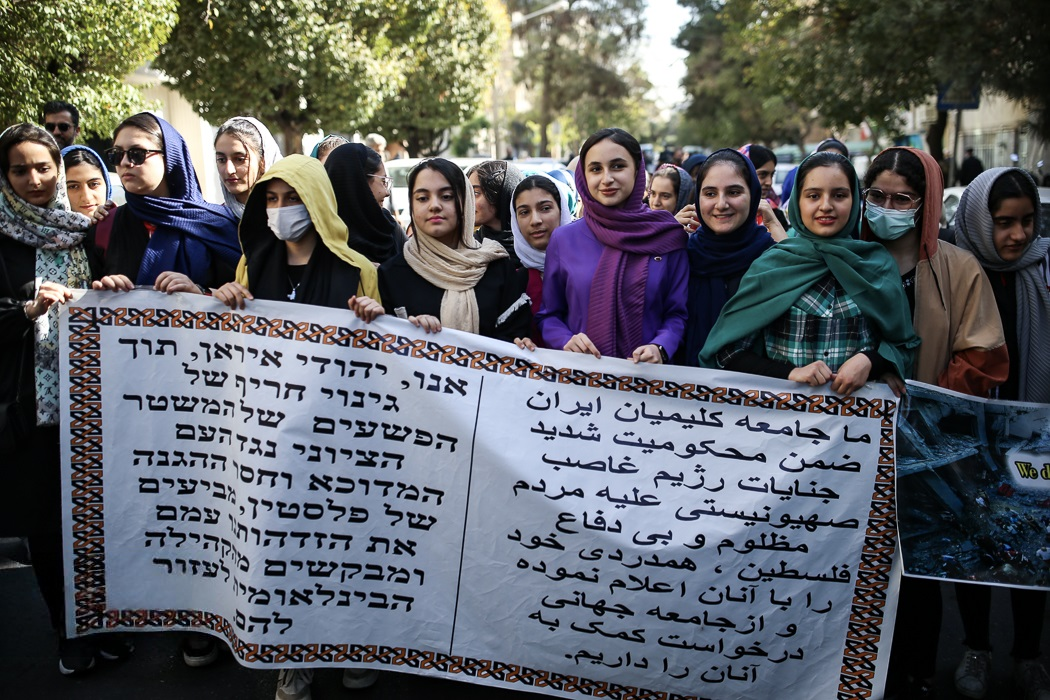
Samling av judar som fördömer Israels handlingar och stöder Palestina.

Åsikterna om de iranska judarnas situation är delade. Den judiske filmproducenten Haroun Yashayaei är en aktiv förespråkare för en välvillig syn på den islamiska regimen och det iranska samhällets inställning till judar. Han säger till besökare och journalister att ”Ruhollah Khomeini blandade inte ihop vår gemenskap med Israel och sionismen” och ”tro mig, den judiska befolkningen här har inga svårigheter.” Samtidigt vittnar många judar privat för utländska reportrar om diskriminering, främst av social eller byråkratisk natur. Den islamiska regeringen utser de tjänstemän som leder de judiska skolorna – oftast muslimer – och kräver att dessa skolor håller öppet på lördagar, den judiska sabbaten. Detta ändrades den 4 februari 2015. Kritik mot denna policy ledde till att det sista kvarvarande judiska nyhetsorganet i Iran stängdes år 1991, efter att ha kritiserat statens kontroll över de judiska skolorna. Till skillnad från länder som Libyen, Irak, Egypten och Jemen, där judar massutvisades, har Iran istället valt en politik som syftar till att hålla kvar den judiska befolkningen i landet.
Överlevnadsinstinkten kan ha lett till att iranska judar ibland överdriver sina antiisraeliska ståndpunkter. Deras svar på frågor om Israel består ofta i att helt förneka staten Israels legitimitet eller att förbli tysta. Ett exempel på detta dilemma formuleras så här: ”Vi hör ayatollan säga att Israel samarbetade med shahen och SAVAK, och vi vore dumma om vi sa att vi stödjer Israel. Så vi håller bara tyst om det... Kanske löser det sig. Hur som helst – vad kan vi göra? Det här är vårt hem.” Den 23 september 2021 gav hustrun till Irans överrabbin en intervju till den israeliska tidningen Katifa. De flesta iranska judar säger att de betraktar Iran som sitt hem och att de tillåts utöva sin judendom fritt – men att det också finns misstänksamhet och rädsla. Trots deras lojalitet till Iran och vägran att resa till Israel, anklagas de ändå av vissa för att förråda Iran genom att visa lojalitet mot Israel.
I februari 2023 förnekade Gholamali Dorri-Najafabadi, Khameneis representant i provinsen Markazi, att sex miljoner judar dödades i Förintelsen. Han hävdade att inte sex miljoner, utan endast omkring 50 eller 60 judar dödades, och att Förintelsen används som ett ”svepskäl för att bekämpa islam, muslimer och hijaben”. Kort före purim samma år påstods en kvinna som mött Khamenei ha återgett att han sagt att ”om Israel attackerar Irans kärntekniska anläggningar, kommer Iran att hämnas på judiska gemenskaper i diasporan.” Under Gazakriget skändades gravarna för Mordechai och Ester, två centrala gestalter i judisk-iransk tradition. Den 31 juli 2024 utfärdade den judiska centralförsamlingen i Teheran ett uttalande där man fördömde dödandet av Hamasledaren Ismail Haniya och uppmanade till ett iranskt svar.

## Befolkning och migration

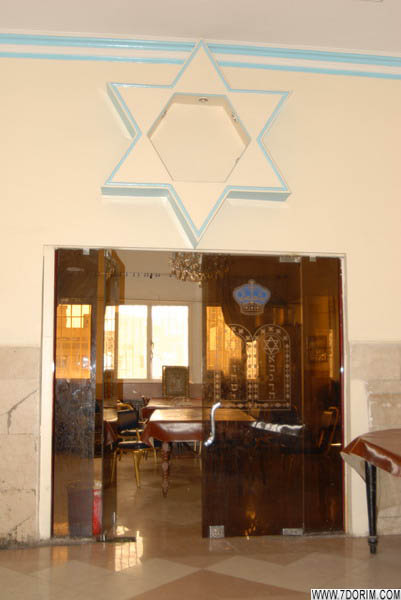
Abrishami-synagogan på Palestine street (tidigare kallad Kakh street) som öppnades 1965.

Under slutet av 1800-talet och början av 1900-talet utvandrade tusentals persiska judar till Palestina som en följd av återkommande förföljelser. Många av dem som valde att stanna i Iran flyttade till Teheran, där de hoppades få skydd genom närheten till shahens hov. År 1868 var judarna den största minoriteten i Teheran, med 1 578 personer. År 1884 hade denna siffra stigit till 5 571, och 1932 uppgick stadens judiska befolkning till 6 568 individer.
Från 1900-talets början hade den judiska minoriteten en märkbart högre läskunnighet än den muslimska majoritetsbefolkningen. År 1945 kunde omkring 80 procent av de iranska judarna läsa och skriva, medan analfabetism fortfarande var mycket utbredd bland muslimer. År 1968 var endast cirka 30 procent av muslimerna läskunniga, jämfört med över 80 procent bland judarna.
Vid tiden för Israels grundande 1948 levde omkring 140 000–150 000 judar i Iran.
Eliz Sanasarian uppskattar att omkring en tredjedel av Irans judar – främst fattiga – emigrerade till Israel mellan 1948 och 1953. David Littman anger det totala antalet judiska emigranter till Israel under perioden 1948–1978 till cirka 70 000 personer.
Strax före den islamiska revolutionen levde omkring 80 000 judar i Iran. Av dessa bodde cirka 60 000 i Teheran, 8 000 i Shiraz, 4 000 i Kermanshah och 3 000 i Esfahan. Därtill fanns en arameisktalande judisk befolkning på omkring 4 000 personer i städer som Khuzestan, Kashan, Tabriz, Hamadan och Sanandaj.
Omkring 95 procent av de iranska judarna har sedan dess emigrerat, särskilt efter den islamiska revolutionen då befolkningen minskade till cirka 40 000.
Under mitten och slutet av 1980-talet uppskattades antalet judar i Iran till mellan 20 000 och 30 000, en siffra som steg till cirka 35 000 under mitten av 1990-talet. Enligt den iranska folkräkningen uppgick den judiska befolkningen till 8 756 år 2012/2013, och 9 826 år 2016.
År 2018 rapporterade ett program från PBS att det då fanns omkring 15 000 judar i Iran, medan Jewish Virtual Library uppgav siffran 9 300 för år 2019.